# Amnestische afasie
Een amnestische of verbale afasie is een vorm van afasie. Het is een taalstoornis (fatische stoornis) waarbij er sprake is van een woord- en naamvindstoornis. Een patiënt begrijpt wel wat er tegen hem wordt gezegd en is ook grotendeels in staat zich uit te drukken, in tegenstelling tot bij respectievelijk de sensorische en de motorische afasie. Hierdoor kan een minimale stoornis in een normaal gesprek niet opvallen, maar wel aan het licht komen als een patiënt gevraagd wordt een aantal voorwerpen of afgebeelde personen te benoemen.
Een amnestische afasie komt voor bij patiënten met een temporo-occipitaal hersenletsel, bijvoorbeeld door een bloeding of een infarct. Soms komt het voor als restverschijnsel van een motorische afasie. Ook bij patiënten met de ziekte van Alzheimer kan sprake zijn van een amnestische afasie.